# Neuroleon (Neuroleon) marcopolo
Neuroleon (Neuroleon) marcopolo is een insect uit de familie van de mierenleeuwen (Myrmeleontidae), die tot de orde netvleugeligen (Neuroptera) behoort. 
Neuroleon (Neuroleon) marcopolo is voor het eerst wetenschappelijk beschreven door Hölzel in 1970.